# Bootlegs & B-Sides (альбом Luniz)
Bootlegs & B-Sides — компіляція американського реп-гурту Luniz, випущена лейблом C-Note Records 18 лютого 1997 р. Реліз є перевиданням міні-альбому 1994 р. (Formally Known as The LuniTunes). Останнє є посиланням на початкову назву дуету, яку, за чутками, змінили через погрози від Warner Bros. подати позов через подібність з назвою анімаційного серіалу «Looney Tunes». Дизайн, оформлення: Phunky Phat Graph-X.

## Список пісень
1. «Scandalous» (з участю Suga-T) — 4:57
2. «Doin' Dirt» (з участю Dru Down) — 4:17
3. «Dirty Raps» (з участю Dru Down) — 4:17
4. «Scope» — 4:33
5. «Just a Freak» — 4:45
6. «Stupid Ass Niggaz»- 4:37